# Bronx
Bronx – jeden z pięciu okręgów (boroughs) Nowego Jorku oraz hrabstwo (county) w stanie Nowy Jork. Bronx położony jest w północnej części miasta, głównie na stałym lądzie, choć obejmuje swoim zasięgiem także parę mniejszych wysp.

## Charakterystyka
Okręg zamieszkuje głównie ludność pochodzenia latynoskiego (56,4%) i Afroamerykanie (ok. 43,6%). W 2019 roku Bronx liczył ok. 1 418 207 mieszkańców.
Nazwa dzielnicy pochodzi od nazwiska szwedzkiego imigranta Jonasa Broncka, który pierwszy osiedlił się na tym terenie.
W tym okręgu znajduje się m.in. stadion drużyny baseballowej New York Yankees, największe w USA i jedno z największych na świecie miejskie zoo oraz ogród botaniczny.
Graniczy z czterema hrabstwami:
- Hrabstwo Westchester – od północy
- Hrabstwo Queens – od południa
- Hrabstwo Bergen – od zachodu
- Hrabstwo Nowy Jork – od południowego wschodu

## W kulturze
Wielu znanych raperów, jak choćby Fat Joe, KRS-One, Big Pun czy Ice Spice, pochodzi z tej dzielnicy. Na Bronksie rozgrywa się również akcja następujących filmów i seriali:
- Marty (1955)
- Prawo Bronxu (1993)
- Taksówkarz (1976)
- serial The Get Down (2016-2017)